# Leichtathletik-Europameisterschaften 2010/Teilnehmer (San Marino)
San Marino meldete zwei Sportler für die Leichtathletik-Europameisterschaften 2010 vom 27. Juli bis zum 1. August in Barcelona.
| Wettbewerb | Männer                  | Frauen                      |
| ---------- | ----------------------- | --------------------------- |
| 100 m      |                         | Sara Maroncelli (30. Platz) |
| 400 m      | Ivano Bucci (31. Platz) |                             |